# Tossicità degli antiblastici
La terapia con farmaci antiblastici è gravata spesso da importanti effetti collaterali; di norma questi sono classificati a seconda del tempo di latenza che impiegano per manifestarsi in: immediati (insorgono subito), precoci (entro alcuni giorni) e tardivi (entro settimane). Qui sotto sono raccolti quelli principali per tipologia di farmaco.

## Effetti collaterali immediati
I principali si manifestano a livello dell'apparato gastrointestinale con nausea e vomito.
Il vomito è un effetto molto comune negli schemi chemioterapici. In campo oncologico si divide in: acuto (compare entro 24 ore), tardivo (dopo le 24 ore) e anticipatorio (compare nei cicli successivi al primo in pazienti che hanno già provato l'esperienza emetica).
Il primo tipo è influenzato dal tipo di farmaco usato, dalla dose del medesimo, dallo schema utilizzato, dalla via di somministrazione e a volte anche dalla velocità di infusione.
Il secondo tipo di solito raggiunge l'acme di intensità verso il terzo giorno e a volte insorge nonostante un buon controllo della forma acuta, con cui bisogna fare diagnosi differenziale.
Il vomito anticipatorio invece non è scatenato dai farmaci ma dal setting in cui il paziente si trova a fare la terapia (odori, suoni,...) ed è un sintomo di origine ansiosa.

### Fattori di rischio
I principali fattori di rischio per l'insorgenza di questo fenomeno sono:
- l'età
- predisposizione soggettiva e genetica
- alcolismo cronico

### Complicanze
Le principali complicanze del vomito sono:
- malnutrizione
- lacerazioni della mucosa esofagea
- polmonite ab ingestis
- deiscenze delle ferite chirurgiche recenti da sforzo

### Eziologia
Il vomito è scatenato di norma a livello del sistema nervoso centrale. A livello bulbare è presente un'area-grilletto detta centro del vomito. Quest'area è sensibile a molti segnali, fra cui uno di quelli importanti in campo oncologico è quello dato da una zona vicina: la chemoreceptor trigger zone che è sensibile alle sostanze chimiche (fra cui figurano molti chemioterapici; ma anche le sostanze secrete dalle cellule enterocromaffini della mucosa intestinale danneggiata come la serotonina che agisce sui recettori centrali 5HT3)

### Terapia antiemetica
I primi farmaci, utilizzati per il loro potere antiemetico, sono stati i corticosteroidi; ma anche altre molecole come alcuni antistaminici, le benzodiazepine e i cannabinoidi.
Più recentemente sono state sviluppate nuove molecole più potenti: gli antagonisti dei recettori 5HT3 della serotonina (come il granisetron, l'ondansetron, il tropisetron e il dolasetron) che sono ancora molto usati assieme alla nuova generazione di farmaci antiemetici: gli antagonisti dei recettori nk1 a livello del sistema nervoso centrale (aprepitant). Sulla nausea invece sono più attivi gli anticolinergici e gli antidopaminergici (usati anche contro la cinetosi).
Questi farmaci vengono somministrati in schemi in caso la terapia preveda il rischio di emesi. Per l'emesi anticipatoria si ricorre alle benzodiazepine e al cambio del setting. Inoltre esiste un antagonista 5HT3, il palonosetron che è a lunga emivita e si può somministrare in dose singola (ma è più gravato dalla stipsi rispetto ad altri farmaci della stessa categoria).
Se lo schema è poco emetizzante di norma basta somministrare anche solo un antistaminico, una benzodiazepina o la metoclopramide. Ma se le cose peggiorano si può passare agli schemi più potenti descritti prima.

### Principali farmaci coinvolti
A seconda del loro potere emetizzante, gli antiblastici sono divisi in:
farmaci ad alto potere emetizzante
- cisplatino (si usano desametazone + aprepitant + antagonista 5HT3 tutti ad alte dosi)
- carmustina
- dacarbazina

farmaci a moderato potere emetizzante
- oxaliplatino
- citarabina
- carboplatino
- ifosfamide
- ciclofosfamide
- adriamicina
- epirubicina
- irinotecan

farmaci a basso potere emetizzante
- docetaxel
- paclitaxel
- topotecan
- etoposide
- premetrexed
- metotrexato
- mitomicina
- gemcitabina
- 5-fluorouracile

### Altre cause di emesi nei pazienti oncologici
Se il vomito persiste è bene fare diagnosi con altre cause oltre a quelle antiblastiche come l'occlusione intestinale, l'uso di altri farmaci, danni anatomici al sistema nervoso centrale (esempio: metastasi cerebrali), ansia, dismetabolismi. Inoltre anche la radioterapia soprattutto addominale o total body può presentare lo stesso fenomeno per meccanismi simili (danno e rilascio di mediatori in circolo).

## Tossicità precoce
Gli effetti tossici precoci degli antiblastici coinvolgono i tessuti a rapido turnover cellulare, principalmente la cute, le mucose (cavo orale con l'insorgenza di mucositi, intestino con diarrea) e il sistema emopoietico, con la comparsa di anemia, leucopenia, piastrinopenia.

### Diarrea
I principali farmaci che causano diarrea sono:
- irinotecan
- 5-fluorouracile
- metotrexato
- topotecan
- capecitabina

#### Classificazione
La diarrea da antiblastici è classificabile in 4 gradi a seconda di vari parametri:
- G1 < 3 scariche/die (lieve)
- G2: da 4 a 6 (moderata)
- G3: >7 scariche o incontinenza o necessità di terapia per disidratazione (severa)
- G4: c'è collasso e/o è necessaria la terapia intensiva (grave)

#### Terapia
Il trattamento in tal caso deve essere antidolorifico (per il dolore addominale) e soprattutto specifico mediante loperamide, senza limitazione di dose (non esistono farmaci più efficaci di questo. A volte si possono associare l'octeotride o antibiotici non assorbibili come la bacitracina o la neomicina per controllare l'eubiosi del microbiota umano. A questo va associata un'adeguata idratazione, il riposo e una dieta con pasti piccoli e frequenti.

### Stomatite
È la mucosite della cavità orale. Più spesso sono colpite le labbra, l'istmo delle fauci, il pavimento buccale e le mucose esofagea e gastrica.
Le lesioni inizialmente sono eritematose; poi diventano ulcere che spesso si sovrainfettano.
Principali fattori di rischio sono la scarsa igiene orale, il tipo di farmaco impiegato e l'uso concomitante della radioterapia nelle stesse sedi.

#### Farmaci responsabili
Sono soprattutto le antracicline, seguite da:
- metotrexato
- 5-fluorouracile
- citarabina

#### Prevenzione
Va attuata mediante un'adeguata igiene orale (cosa più importante), con risciacqui del cavo orale usando una soluzione di bicarbonato di sodio dopo ogni pasto e la eventuale disinfezione con antisettici (esclusi quelli a base di alcool per evitare irritazioni).

#### Trattamento
Si avvale di speciali collutori a base di farmaci antifungini, che si possono usare solo per la bocca o possono essere anche ingeriti in caso di estensione più profonda della mucosite. Utili anche gli anestetici in sospensione come la lidocaina sotto forma di sciroppi densi, che si stratificano sulle pareti della bocca e dell'esofago. Quando questi non sono sufficienti, è necessario usare oppiacei per via orale o sistemica (specie quando il dolore è tale da rendere impossibile la deglutizione o anche la semplice apertura della bocca).

### Tossicità emopoietica
La tossicità a livello midollare è presente nella maggior parte dei cicli chemioterapici (frequente in quelli per le malattie linfoproliferative), ma spesso non è evidente se non in casi gravi e può essere anche tardiva.
Le classificazioni per gravità dell'anemia, della neutropenia e della piastrinopenia oncologiche sono elencate sotto (le ultime 2 sono le più importanti):

#### Neutropenia
- 0 (norma): >2000 neutrofili/millimetro cubo
- 1 (lieve): 1500-2000
- 2 (moderata); 1000-1500
- 3 (grave): 500-1000
- 4 (pericolosa per la vita): <500

#### Piastrinopenia
- 0 (norma): >=150000 piastrine/millimetro cubo
- 1 (lieve); 75000-150000
- 2 (moderata): 50000-75000
- 3 (grave): 10000-50000
- 4 (pericolosa per la vita) <10000

#### Anemia
- 0 (norma): >11 g/dl di emoglobina
- 1 (lieve): 9,5-10,9
- 2 (moderata): 8-9,4
- 3 (grave): 6,5-7,9
- 4 (pericolosa per la vita) <6,5

#### Terapia della neutropenia
L'approccio cambia a seconda dello schema utilizzato, della gravità del paziente e del tipo di trattamento che si vuole eseguire. Nel caso di trattamento palliativo l'approccio di solito è attendista (si sospende la chemioterapia fin tanto che non si recuperano i valori normali). Se invece l'approccio è neoadiuvante o adiuvante è necessario proseguire somministrano un fattore di crescita midollare ricombinante: il G-CSF che stimola il midollo a produrre più neutrofili. IN caso di neutropenia minore di 500 neutrofili o nel caso il paziente presenti febbre è bene, oltre a somministrare il predetto farmaco, tenerlo d'occhio e garantire una copertura antibiotica per prevenire o curare eventuali infezioni in corso (specie se presente febbre).

#### Terapia della piastrinopenia
Cambia a seconda del livello di piastrine e della presenza o meno di ecchimosi. Solitamente sopra le 50000/millimetro cubo  il rischio di sanguinamento è basso e non si fa nulla; tra 25000 e 50000 si tiene sotto controllo il paziente e lo si raccomanda di evitare i traumi (in caso di sanguinamento si trasfondomo piastrine). Sotto le 10000 si trasfonde sempre, mentre fra 10000 e 20000 si valuta caso per caso.

#### Terapia dell'anemia
A determinare la gravità di questo quadro oltre ai fattori farmacologici concorrono anche altri non specifici della terapia (sanguinamenti, infiltrazione midollare da parte di cellule neoplastiche, malnutrizione, deficit di eritropoietina ed emolisi fra le tante). L'azione tossica del farmaco poi può essere diretta sul globulo rosso, così come indiretta sui progenitori staminali midollari. Il sintomo cardine, spesso sottovalutato, è l'astenia, che non si allevia nemmeno col riposo ed è proporzionale al deficit di emoglobina. Il trattamento si avvale di trasfusioni di sangue o emazie e dell'eritropoietina ricombinante.

### Tossicità cutanea
Comprende vari quadri clinici che spaziano da semplici fenomeni di iperpigmentazione o fotosensibilizzazione (causati spesso da metotrexate e 5-fluorouracile) alla sindrome mani-piedi (che comporta ulcerazioni in queste sedi in pazienti trattati con 5-fluorouracile o col suo profarmaco: la capecitabina). L'alopecia è spesso causata dai taxani e sono rilevabili a volte anche reazioni cutanee allergiche.

### Neurotossicità
Può essere a livello periferico (disturbi sensitivo-motori, ileo paralitico, coinvolgimento vescicale) o centrale (con cecità transitoria, convulsioni)

### Farmaci coinvolti
- derivati del platino (cisplatino e oxaliplatino. L'ultimo dà tossicità soprattutto periferica sensitivo-motoria che può durare anche un anno con grosse sequele)
- ifosfamide (soprattutto a livello centrale, reversibile)
- taxani (impossibilità ad eseguire le comuni attività quotidiane con impatto notevole sulla qualità di vita)

## Tossicità tardiva
Le più importanti tossicità tardive si vedono a livello cardiaco e renale

### Tossicità cardiaca
Il danno è causato da interferenze del farmaco col metabolismo mitocondriale con liberazione di radicali liberi che alterano il flusso di calcio a livello della membrana cellulare. Può essere acuto (pericardite, infarto), subacuto (compare dopo mesi dalla terapia e porta allo scompenso cardiaco) e cronico (cardiomiopatie molti anni dopo la somministrazione del farmaco). Il trattamento di queste complicanze è di pertinenza specialistica del cardiologo.

#### Farmaci coinvolti
- antracicline (sono i più potenti in questo senso)
- trastuzumab (non si somministra mai assieme alla categoria precedente)

#### Fattori di rischio
I principali sono il tipo e la dose di farmaco, oltre alle precedenti anomalie cardiache del paziente, l'ipertensione arteriosa, l'età, la bassa frazione di eiezione

### Tossicità renale
Il danno può essere a livello glomerulare o a livello tubulare. Spesso queste manifestazioni sono reversibili sospendendo il farmaco causale ma a volte il paziente può andare in insufficienza renale acuta e necessitare dell'emodialisi. Precedenti alterazioni renali aggravano il quadro clinico se presente.

#### Farmaci coinvolti
Il più potente nell'indurre questo effetto è il cisplatino; ma anche le nitrosuree, il metotrexate e l'ifosfamide. Per prevenire il danno renale è bene idratare il paziente e infondere lentamente. Una volta sospeso il farmaco somministrare diuretici e infondere ancora liquidi per evitare che il paziente si disidrati.